# Record du monde de natation messieurs du 100 mètres 4 nages
Le record du monde de natation du 100 mètres 4 nages ne peut être établi qu'en bassin de 25 m.
Pour le record messieurs, l'Américain Caeleb Dressel est le premier homme à passer sous la barre des 50 s, à l'occasion des demi-finales de l'International Swimming League 2020 dans la « Duna Arena » de Budapest (Hongrie), avec un temps de 49 s 88.

## Progression
Légende : les mentions « s, d ou f » éventuellement placées entre parenthèses après la nature de la compétition signifient respectivement que le record a été battu au cours d’une série, d’une demi-finale ou d’une finale.
| Temps   | Athlète          | Naissance | Âge | Nationalité    | Lieu        | Compétition                         | Date              |
| ------- | ---------------- | --------- | --- | -------------- | ----------- | ----------------------------------- | ----------------- |
| 53 s 78 | Jani Sievinen    |           |     | Finlande       | Sheffield   | ?                                   | 23 janvier 1996   |
| 53 s 10 | Jani Sievinen    |           |     | Finlande       | Malmö       | ?                                   | 30 janvier 1996   |
| 52 s 79 | Neil Walker      |           |     | États-Unis     | Athènes     | Championnats du monde               | 18 mars 2000      |
| 52 s 63 | Peter Mankoč     | 1978      | 23  | Slovénie       | Anvers      | Championnats d'Europe               | 15 décembre 2001  |
| 52 s 58 | Thomas Rupprath  |           |     | Allemagne      | Berlin      | Coupe du monde FINA en petit bassin | 25 janvier 2003   |
| 52 s 51 | Roland Schoeman  |           |     | Afrique du Sud | Stockholm   | Coupe du monde FINA en petit bassin | 18 janvier 2005   |
| 52 s 11 | Ryk Neethling    |           |     | Afrique du Sud | Berlin      | Coupe du monde FINA en petit bassin | 22 janvier 2005   |
| 52 s 01 | Ryk Neethling    |           |     | Afrique du Sud | Moscou      | Coupe du monde FINA en petit bassin | 26 janvier 2005   |
| 51 s 52 | Ryk Neethling    |           |     | Afrique du Sud | East Meadow | Coupe du monde FINA en petit bassin | 11 février 2005   |
| 51 s 25 | Ryan Lochte      | 1984      | 23  | États-Unis     | Manchester  | Championnats du monde (d)           | 12 avril 2008     |
| 51 s 15 | Ryan Lochte      | 1984      | 23  | États-Unis     | Manchester  | Championnats du monde (f)           | 13 avril 2008     |
| 50 s 95 | Sergueï Fesikov  | 1989      | 20  | Russie         | Berlin      | Coupe du monde (s)                  | 14 novembre 2009  |
| 50 s 76 | Peter Mankoč     | 1978      | 31  | Slovénie       | Istanbul    | Championnats d'Europe (d)           | 12 décembre 2009  |
| 50 s 71 | Ryan Lochte      | 1984      | 28  | États-Unis     | Istanbul    | Championnats du monde (d)           | 15 décembre 2012  |
| 50 s 66 | Markus Deibler   | 1990      | 24  | Allemagne      | Doha        | Championnats du monde (f)           | 7 décembre 2014   |
| 50 s 30 | Vladimir Morozov | 1992      | 24  | Russie         | Berlin      | Coupe du monde FINA en petit bassin | 30 août 2016      |
| 50 s 26 | Vladimir Morozov | 1992      | 26  | Russie         | Eindhoven   | Coupe du monde FINA en petit bassin | 28 septembre 2018 |
| 50 s 26 | Vladimir Morozov | 1992      | 26  | Russie         | Tokyo       | Coupe du monde FINA en petit bassin | 9 novembre 2018   |
| 49 s 88 | Caeleb Dressel   | 1996      | 24  | États-Unis     | Budapest    | International Swimming League       | 16 novembre 2020  |
| 49 s 28 | Caeleb Dressel   | 1996      | 24  | États-Unis     | Budapest    | International Swimming League       | 22 novembre 2020  |